# Abborrtjärnen (Hörnefors socken, Västerbotten)
Abborrtjärnen är en sjö i Umeå kommun i Västerbotten och ingår i Hörnåns huvudavrinningsområde.